# Гильфердинг, Фёдор Иванович
Фёдор Иванович Гильфердинг (1798—1864) — российский дипломат, сенатор, тайный советник, управляющий Государственным Архивом Министерства иностранных дел Российской империи и член совета этого Министерства.

## Биография
Фёдор Гильфердинг родился 26 июля 1798 года. По окончании курса в Благородном пансионе при Московском университете с званием студента в 1815 году, слушал лекции в том же университете, но в 1818 году был по собственному прошению уволен.

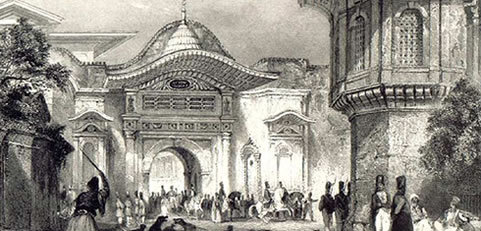
Высокая Порта

Спустя год он поступил в коллегию иностранных дел актуариусом и в 1822 году был произведён в переводчики. В 1824 году Ф. И. Гильфердинг был причислен к канцелярии министра, а в 1829 году, во время Русско-турецкой войны (1828—1829) назначен секретарем конференции при переговорах о мире с Оттоманской Портой в Адрианополе (ныне Эдирне), затем был прикомандирован к генерал-фельдмаршалу графу И. И. Дибичу-Забалканскому для особых поручений и с ноября 1829 года по август 1830 года управлял его канцелярией.
В декабре 1830 году снова командирован к графу Дибичу-Забалканскому и в 1831 году, во время польского восстания, управлял дипломатической канцелярией главнокомандующего действующей армий сначала Дибича, а потом И. Ф. Паскевича. Дипломатической канцелярией последнего он управлял и по окончании войны до 1836 года, когда был назначен чиновником особых поручений 5-го класса при Паскевиче же, как главнокомандующем армии.
В 1839 году Гильфердинг был произведён в статские советники и 12 октября 1843 года в действительные статские советники.
22 мая 1846 года был пожалован кавалером ордена Святого Станислава 1 степени.
В 1849 году, во время Венгерской кампании, Гильфердинг вновь назначен заведовать дипломатической канцелярией действующей армии и 1 сентября за особенные труды по исполнению обязанностей, лежавших на нем во время этой кампании, получил орден Святой Анны 1 степени.
Во время службы в городе Варшаве Фёдор Иванович Гильфердинг состоял членом главного попечительного совета благотворительных учреждений Царства Польского и председателем частного попечительного совета Варшавского Института Святого Казимира.
8 ноября 1849 году он получил место директора департамента внутренних сношений Министерства иностранных дел Российской империи, а 16 августа 1851 года был назначен управляющим Государственным Архивом МИД с оставлением в должности директора департамента.
16 декабря 1852 года был произведен в тайные советники.
17 апреля 1855 года Ф. Гильфердинг был награждён орденом Святого Владимира 2 степени.
17 октября 1858 года Гильфердинг был назначен сенатором, с оставлением в должности управляющего Госархивом, а 25 октября того же года ему было повелено присутствовать в Совете Министерства иностранных дел с оставлением в занимаемых должностях. В тот же день он получил орден Белого Орла.
В сенате присутствовал он сначала в 5-м, а с 1859 года — в 4-м департаментах. В сентябре 1862 года исправлял должность товарища (заместителя) министра иностранных дел во время отпуска тайного советника H. A. Муханова (при министре князе A. M. Горчакове).
Гильфердинг был в молодости близок с поэтом Веневитиновым и A. С. Хомяковым. Впоследствии он через своего сына Александра он сошелся с кружком славянофилов. Иван Аксаков упомянул Ф. И. Гильфердинга после его смерти такими словами: «мы знали лично Федора Ивановича, мы высоко ценили прекрасные качества его души, его верное чутье добра и правды, его радушную, искреннюю приветливость к людям поколений младших, живое участие во всех современных общественных интересах; старость его не охладила и не уединила, молодежи было тепло и привольно в его гостеприимном доме».
По отзыву русского историка М. И. Семевского Гильфердинг был человек высокочестный, благородный и прямодушный; с обширным умом, обогащенным образованием, он соединял доброе сердце; обращение его с людьми исполнено было добродушия и ласки; все ученые, приходившие в архив для занятий, всегда встречали с его стороны содействие.
С 23 сентября 1830 года Ф. И. Гильфердинг состоял в браке с Амалией Яковлевной де Витте; рано лишившись жены, он нежно заботился о своем сыне Александре, впоследствии известном слависте, и дал ему прекрасное воспитание и образование.
Фёдор Иванович Гильфердинг умер 5 января 1864 года и был погребен в Санкт-Петербурге на Выборгском католическом кладбище.